# لويزا روسي
لويزا روسي (بالإيطالية: Luisa Rossi)‏ هي ممثلة إيطالية، ولدت في 26 يناير 1925 في إيطاليا، وتوفيت في 23 مايو 1984 بروما في إيطاليا.

## وصلات خارجية
- لويزا روسي على موقع IMDb (الإنجليزية)
- لويزا روسي على موقع ألو سيني (الفرنسية)
- لويزا روسي على موقع أول موفي (الإنجليزية)
- لويزا روسي على موقع قاعدة بيانات الأفلام السويدية (السويدية)
- لويزا روسي على موقع قاعدة بيانات الفيلم (الإنجليزية)